# Пірензепін
Пірензепін (англ. Pirenzepine, лат. Pirenzepinum) — синтетичний препарат, що за хімічним складом є третинним аміном, та належить до групи селективні холінолітики або селективних блокаторів М-1-мускаринових рецепторів, для перорального та парентерального застосування.

## Фармакологічні властивості
Пірензепін — синтетичний препарат, що за хімічним складом є третинним аміном, та похідним бензодіазепіну. Механізм дії препарату полягає у блокуванні М-1-мускаринових рецепторів, що призводить до зменшення вироблення соляної кислоти і пепсину, наслідком чого є зниження кислотності шлунку. Пірензепін також покращує кровообіг у слизовій оболонці шлунку, стимулює утворення слизу в шлунку, а також має протекторну дію на слизову оболонку шлунку. На відміну від інших М-холінолітиків, які діють також на холінорецептори слинних залоз, дихальної та серцево-судинної систем, гладеньких м'язів та очей, пірензепін діє виключно на холінорецептори шлунку. Попри структурну схожість із трициклічними антидепресантами, пірензепін не має впливу на ЦНС, та не проникає через гематоенцефалічний бар'єр. Препарат також, на відміну від неселективних холінолітиків, знижує продукцію гастрину. Пірензепін може застосовуватися при виразковій хворобі, стресових виразках травного тракту, виразкових ураженнях травного тракту унаслідок вживання нестероїдних протизапальних препаратів, синдромі Золлінгера — Еллісона, кровотечах із виразок та ерозій шлунку та дванадцятипалої кишки, ерозивному езофагіті та хронічному гастриті із підвищеною секреторною функцією. Препарат діє дещо повільніше за блокатори протонної помпи (омепразол) та блокаторів H2-гістамінових рецепторів (ранітидин), проте у зв'язку з його дещо нижчою активністю пірензепін може бути рекоммендований у тих випадках, де підвищення кислотності є незначним, зокрема при ваготонії.

### Фармакокінетика
Пірензепін швидко. але погано, всмоктується при прийомі всередину, біодоступність препарату складає лише 20—30 % при пероральному застосуванні. Максимальна концентрація пірензепіну досягається протягом 2—3 годин після перорального прийому препарату, при внутрішньом'язовому введенні досягається протягом 20—30 хвилин. Препарат погано (на 10—12 %) зв'язується з білками плазми крові. Пірензепін погано проникає через гематоенцефалічний бар'єр. Препарат лише в незначній кількості метаболізується у печінці з утворенням неактивних метаболітів. Виводиться пірензепін із організму переважно із калом в незміненому вигляді, частково із сечею. Період напіввиведення препарату складає 10—12 годин.

## Показання до застосування
Пірензепін застосовується при виразковій хворобі, стресових виразках травного тракту, виразкових ураженнях травного тракту унаслідок вживання нестероїдних протизапальних препаратів, синдромі Золлінгера — Еллісона, кровотечах із виразок та ерозій шлунку та дванадцятипалої кишки, ерозивному езофагіті та хронічному гастриті із підвищеною секреторною функцією.

## Побічна дія
При застосуванні пірензепіну побічні ефекти спостерігаються нечасто, причому ймовірність їх виникнення зростає із збільшенням дози препарату. Найчастішими побічними ефектами препарату є сухість у роті, запор або діарея, порушення акомодації, збільшення апетиту, підвищена фоточутливість очей, зменшення потовиділення, головний біль, тахікардія.

## Протипокази
Протипоказами до застосування пірензепіну є підвищена чутливість до препарату, гіперплазія передміхурової залози, паралітична кишкова непрохідність, пілоростеноз, І триместр вагітності, годування грудьми.

## Форми випуску
Пірензепін випускається у вигляді таблеток по 0,025 та 0,05 г; ампул по 2 мл 0,5 % розчину.

## Синоніми
Гастроцепін